# Kriesty (stacja kolejowa)
Kriesty (ros. Кресты) – stacja kolejowa w miejscowości Moskwa, w Rosji. Położona jest na Wielkim Pierścieniu Kolei Moskiewskiej.
Od 2 grudnia 2010 przy stacji znajduje się terminal kontenerowy, umożliwiający przeładunek kontenerów z kolei na samochody ciężarowe. Przy terminalu działa urząd celny.

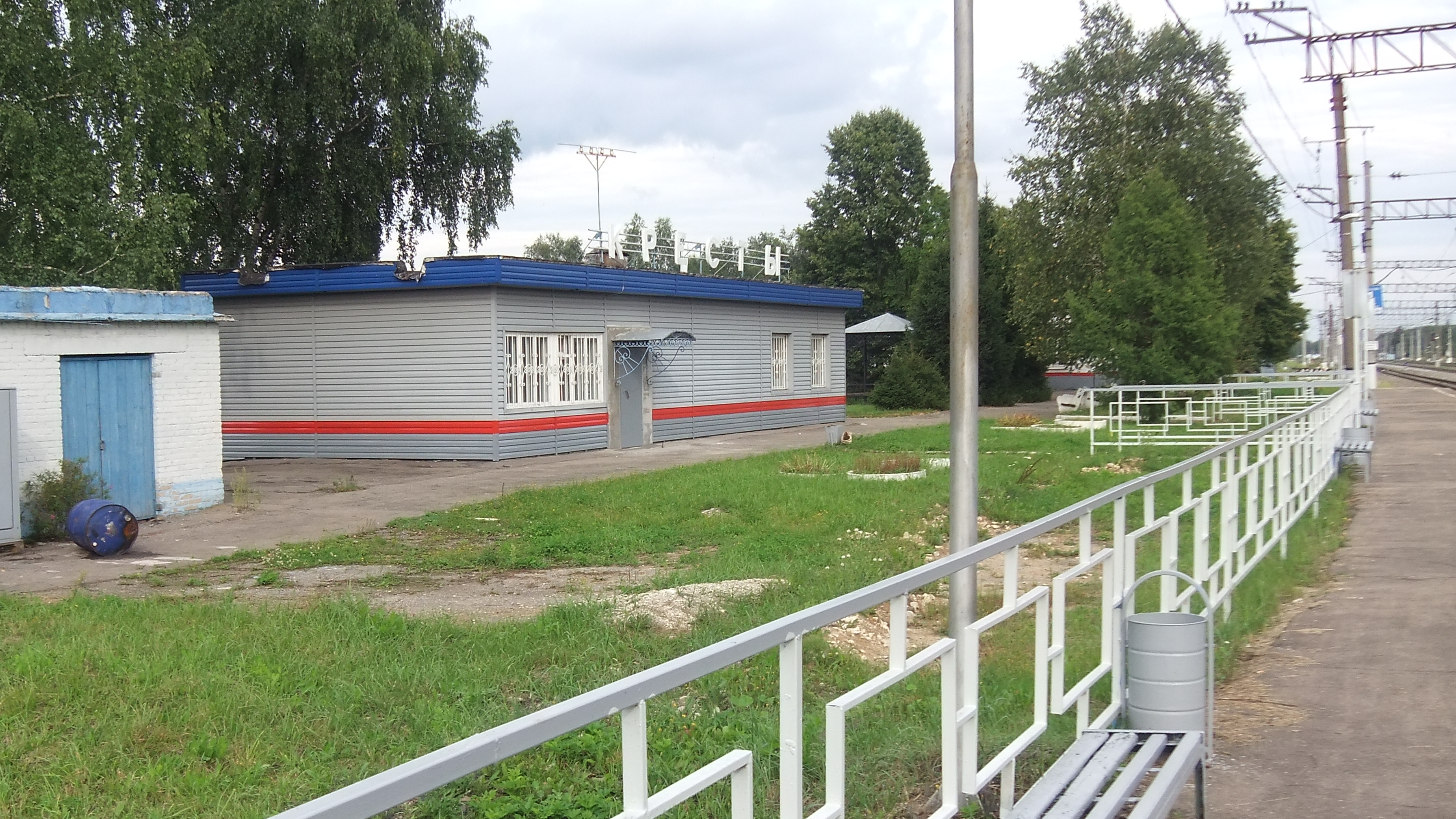
budynek stacyjny
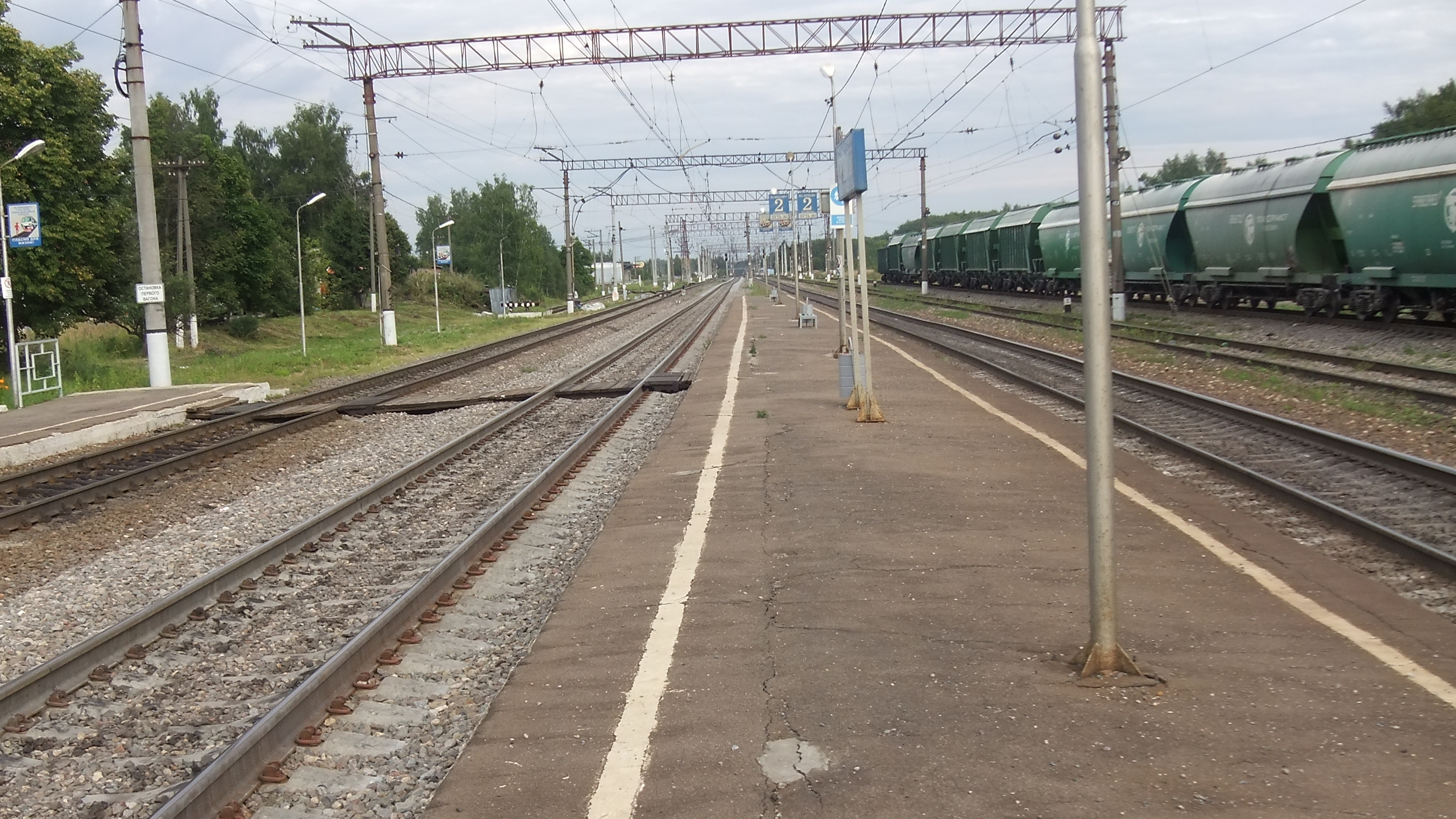
widok w kierunku Stołbowaji